# Квазулу-Капські прибережні ліси
Квазулу-Капські прибережні ліси або Квазулу-Наталь-Капська мозаїка прибережних лісів (ідентифікатор WWF: AT0116) — афротропічний екорегіон тропічних та субтропічних вологих широколистяних лісів, розташований в прибережних районах Південно-Африканської Республіки. Регіон є частиною поясу прибережних лісів, що простягаються вздовж східного узбережжя Африки від Сомалі на південь до ПАР.

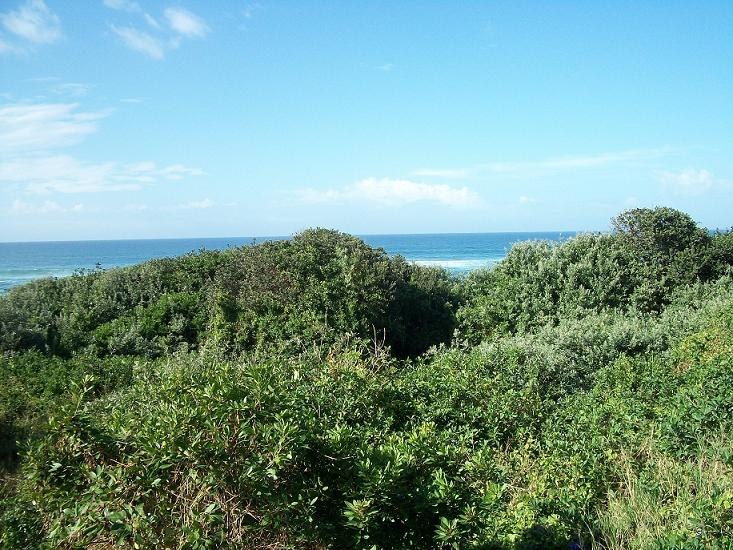
Дюнний ліс в заповіднику Прибрежный парк Пайплайн

## Географія
Екорегіон Квазулу-Капських прибережних лісів охоплює вузьку прибережну смугу, що простягається між підніжжям Драконових гір та узбережжям Індійського океану, через територію провінції Квазулу-Наталь та Східнокапської провінції, від міста Сент-Люсія в гирлі річки Умфолозі на південний захід до затоки Алгоа. В прибережних районах на північному сході екорегіон переходить у прибережні ліси та рідколісся Мапуталенду, а на південному заході — у хащі Олбані. В Драконових горах, на висоті понад 300-450 м над рівнем моря ліси регіону переходять у чагарники та хащі Мапуталенду та Пондоленду та у луки, рідколісся та ліси Драконових гір, а в деяких районах на океанічному узбережжі — у південноафриканські мангри.
Північно-східна частина регіону характеризується стрімким рельєфом. Тут гірські хребти перемежовуються глибокими ущелинами, по яких течуть річки. Скельних відслонень на півночі регіону небагато, а ґрунти стабільні та слабо еродовані. На вузькій прибережній рівнині зустрічаються дюни, лимани та ліси. У міру просування на південний захід прибережна рівнина розширюється, і ліси, як правило, стають рідшими. У деяких районах на півдні також зустрічаються глибокі скелясті долини, однак загалом рельєф південної частини регіону менш стрімкий.
Територію екорегіону перетинають 18 великих річок, що стікають стрімкими долинами з Драконових гір до океану, від Умфолозі на півночі до Великої рибної річки на півдні. Кількість і розмір річок зменшуються на південь у міру того, як розширюється прибережна рівнина, а клімат стає менш спекотним. Річки на півдні регіону, як правило, вужчі, ніж на півночі.
З геологічної точки зору основу екорегіону складають осадові породи з групи Кару, серед яких подекуди трапляються пісковики Наталю та породи фундаменту (граніти, гнейси та сланці). На крайньому північному сході регіону зустрічаються докембрійські породи, в глибині континенту та на південь вони змінюються крейдовими породами. На узбережжі ці базальні шари перекриті вапняковими четвертинними пісками, що сформувалися з крейдових та кайнозойських морських відкладів та формують дюни. На прибережних дюнах формуються піщані ґрунти, а далі вглиб континенту в них збільшується вміст глини, що дозволяє підтримувати вищі ліси.
Територія екорегіону є досить густонаселеною, особливо навколо міста Дурбан, другого за населенням міста ПАР, в якому живе понад 4 мільйони людей. Також на узбережжі регіону лежать такі міста, як Іст-Лондон та Ричардс-Бей.

## Клімат
В межах екорегіону переважає вологий субтропічний клімат (Cfa за класифікацією кліматів Кеппена), на який значний вплив здійснює Індійський океан. Середня максимальна температура в регіоні коливається від 15 °C до 24 °C, а середня мінімальна температура — від 10 °C до 15 °C. На півдні регіону іноді трапляються заморозки. На прибережних рівнинах середньорічна кількість опадів коливається від 900 до 1500 мм. На півночі регіону випадає більше опадів, переважно влітку, тоді як на півдні випадає менше опадів, а дощі йдуть переважно взимку, що характерно для середземноморського клімату. 

## Флора
Рослинний покрив екорегіону представлений мозаїкою прибережних лісів, піщаних лісів, дюнних лісів, невисоких сухих лісів, відомих як александрійські ліси, а також луків, пальмових рідколісь та колючих чагарникових заростей. В лісах регіону переважають вічнозелені породи дерев, хоча деякі види, зокрема натальські фікуси (Ficus natalensis), прибережні коралові дерева (Erythrina caffra) та звичайні коралові дерева (Erythrina lysistemon), скидають листя під час сухого сезону. На океанічному узбережжі солоні бризки та вітри обмежують ріст дерев, тому ліси, що ростуть на відкритих прибережних дюнах, зазвичай невисокі (до 5-10 м заввишки), дуже густі та заплутані. Ліси, що ростуть далі в глибині суходолу, на звернених до моря схилах пагорбів, є більш високими (дерева в них можуть досягати 20 м у висоту) та менш заплутаними. На відміну від східноафриканських прибережних лісів, Квазулу-Капські прибережні ліси не представляють собою суцільний лісовий пояс, а скоріше мозаїку з багатьох великих ділянок лісу, оточених більш-менш відкритими чагарниковими заростями торнвельду. Ці зарості є ближчими до рідколісь, аніж до луків, і представляють собою суміш кущів та високих грубих трав.
Серед дерев, що складають основу типових прибережних лісів регіону, слід відзначити велику міллетію (Millettia grandis) та червоний капський бук (Protorhus longifolia), які є індикаторними видами для цього типу лісу, а також біле залізне дерево (Vepris lanceolata), комбретум Краусса (Combretum kraussii) та червоні капські порічки (Searsia chirindensis). Широко поширені чагарники та ліани, зокрема кафрські уварії (Uvaria caffra), яйцеподібні дальбергії (Dalbergia obovata) та шакалячу каву (Empogona lanceolata). В підліску та на окраїнах лісу поширені кошикові трави (Oplismenus hirtellus), азійські щитолистники (Centella asiatica) та різні представники родини акантових (Acanthaceae). В окремих ділянках лісу локально поширені деякі види рослин, такі як стреліції Ніколая (Strelitzia nicolai) та дрібнолисті індигофери (Indigofera micrantha), що можуть бути відсутніми в інших лісах. На південь від річки Великий Кей не зустрічається багато видів рослин, що ростуть у типових прибережних лісах. Тут їх замінюють великозубі молочаї (Euphorbia grandidens), чихальні дерева (Ptaeroxylon obliquum), різні види шотій (Schotia spp.) і кассін (Cassine spp.) та інші види, характерні для перехідних прибережних лісів. Типові прибережні ліси перемежовуються заростями торнвельду, які дуже рідко перетворюються на відкриту трав'янисту савану, у якій переважає тритичинкова темеда (Themeda triandra), різні види пальчатки (Digitaria spp.) та інші високі трави. Торнвельд, що оточує ділянки перехідного прибережного лісу, включає деякі тропічні види, зокрема яйцеподібну дальбергію (Dalbergia obovata).
Дюнні ліси поширені у вузькій смузі високих дюн, що спускаються до узбережжя, а в скелястих прибережних районах вони ростуть аж до літоралі. В них переважають кафрські мімузопси (Mimusops caffra), натальські еуклеї (Euclea natalensis) та яйцеподібні псидракси (Psydrax obovatus subsp. obovatus). В підліску поширені чагарники та ліани, зокрема миртові скутії (Scutia myrtina), несправжні дюнні порічки (Allophylus natalensis) та великолисті драконові дерева (Dracaena aletriformis), однак в дюнних лісах ліан росте менше, ніж в прибережних лісах. Там, де дюни виходять до морського узбережжя, на спрямованих до океану узліссях зазвичай переважають піонерні види. Серед таких видів, що ростуть на наполовину стабілізованих дюнах, слід відзначити кущ біту (Osteospermum moniliferum), білощетинний кущ (Metalasia muricata) та жорсткий горобинчик (Passerina rigida). На молодих дюнах ростуть купчасті смикавці (Cyperus congestus), приморські спороболуси (Sporobolus virginicus), сцеволи Плюм'є (Scaevola plumieri), прибережні кручені паничі (Ipomoea pes-caprae) та інші в'юнкі та столонові рослини. На окраїнах пляжів зустрічаються жорсткі газанії (Gazania rigens var. uniflora), пляжні стокротки (Arctotheca populifolia) та напівчагарникові пухнастонасінники (Dasispermum suffruticosum). В торнвельді, пов'язаному з дюнним лісом, переважає тритичинкова темеда (Themeda triandra) та натальська пальчатка (Digitaria natalensis). В цих чагарникових заростях, особливо в тих, що ростуть на південних пухких пісках, зустрічаються деякі рослини, характерні для фінбошу, такі як селін Цейхера (Stipagrostis zeyheri).
На півдні екорегіону зустрічаються невисокі, дуже густі александрійські ліси. Їх основу складають капські платани (Ochna arborea var. arborea), африканські білі груші (Apodytes dimidiata) та ефіпські кассіни (Mystroxylon aethiopicum), що досягають 10 м у висоту. Серед інших дерев, що зустрічаються в цих лісах, слід відзначити натальську еуклею (Euclea natalensis), капське сирне дерево (Pittosporum viridiflorum) та капські буки (Myrsine melanophloeos). Кущі відіграють важливе значення в структурі александрійського лісу, і значна частина з них є в'юнкими. В підліску александрійських лісів ростуть миртові скутії (Scutia myrtina), чотирикантієві азіми (Azima tetracantha) та західні гревії (Grewia occidentalis), а також опалене просо (Panicum deustum), різні види сансев'єрії (Sansevieria spp.) та різні представники родини акантових (Acanthaceae). 
Флора екорегіону вирізняється високим видовим різноманіттям та рівнем ендемізму. В межах регіону зустрічається близько 3000 видів судинних рослин, причому близько 40 % великих дерев є ендеміками регіону. Багато ендемічних рослин, зокрема Rhynchocalyx lawsonioides, Beilschmiedia natalensis та Rinorea domatiosa, зустрічаються серед пісковикових відслонень.

## Фауна
Серед ссавців, що живуть в лісах та чагарниках регіону, слід відзначити південного бушбока (Tragelaphus sylvaticus), блакитного дуїкера (Philantomba monticola), натальського дуїкера (Cephalophus natalensis), звичайну канну (Taurotragus oryx), чагарникову свиню (Potamochoerus larvatus), верветку (Chlorocebus pygerythrus), білогорлу мартишку (Cercopithecus mitis albogularis), ведмежого павіана (Papio ursinus), товстохвостого галаго (Otolemur crassicaudatus) та лісову мишоподібну землерийку (Myosorex varius). Головними хижаками регіону є африканські леопарди (Panthera pardus pardus), звичайні каракали (Caracal caracal) та  південноафриканські степові коти (Felis lybica cafra). Майже ендемічними представниками регіону є мишоподібні землерийки Склейтера (Myosorex sclateri) та велетенські златокроти (Chrysospalax trevelyani).
Серед поширених в екорегіоні птахів слід відзначити орлана-крикуна (Haliaeetus vocifer), вінценосного орла (Stephanoaetus coronatus), довгочубого орла (Lophaetus occipitalis), орла-бійця (Polemaetus bellicosus), орла-карлика Айреса (Hieraaetus ayresii), африканського шуляка (Aviceda cuculoides), плямистогрудого канюка (Buteo oreophilus), смугастогрудого змієїда (Circaetus fasciolatus), південного ібіса-лисоголова (Geronticus calvus), білошийого журавля (Grus carunculatus), зелену малкогу (Ceuthmochares australis), чорногорлого прирітника (Platysteira peltata), зеленого астрильда (Mandingoa nitidula) та рудоволого цукролюба (Promerops gurneyi). Майже ендемічними представниками регіону є турако-книсни (Tauraco corythaix), натальські дятлики (Campethera notata), натальські альзаколи (Cercotrichas signata), капські куцокрили (Bradypterus sylvaticus), рудогузі золотокоси (Cossypha dichroa) та лісові щедрики (Crithagra scotops),
Герпетофауна екорегіону також включає кілька ендемічних видів. Серед ендемічних амфібій, що зустрічаються в регіоні, слід відзначити клуфську жабу (Natalobatrachus bonebergi), а серед плазунів — транскейського карликового хамелеона (Bradypodion caffrum).

## Збереження
Близько 3,77 % площі екорегіону є заповідними територіями. Природоохоронні території включають: Національний парк Аддо-Елефант, Прибережний парк Пайплайн, Природний заповідник Аматікулу, Природний заповідник Двеса-Квебе, Природний заповідник Іст-Ландон-Кост, Природний заповідник Грейт-Фіш-Рівер, Природний заповідник Гілкранс, Природний заповідник Хлулека, Природний заповідник Кап-Рівер, Природний заповідник Мбумбазі, Природний заповідник Мхамбаті, Природний заповідник Річардс-Бей, Природний заповідник Саншайн-Кост, Природний заповідник Вернон-Крукс, Природний заповідник Вуді-Кейп та Мисливський резерват Менсфілд.